# Энвайронментальная эстетика
Энвайронментальная эстетика(от англ. environment — окружение, среда) — это направление в философской эстетике, возникшее в последней трети XX века в русле постмодернистской эстетики. Энвайронментальная эстетика является реакцией на то, что в традиционной эстетике доминирует интерес к искусству как таковому. Сам термин принадлежит американскому философу Берлеанту. 
Основным предметом изучения энвайронментальной эстетики являются художественные практики создания неутилитарных пространств.
Энвайронментальную эстетику условно можно разделить на два подвида: реальную и виртуальную. В качестве критерия разделения берется специфика энвайронмента, или окружающей среды. Концепция энвайронмента заключается в слиянии окружающей среды с произведением искусства. Сама окружающая среда наделяется эстетической ценностью.
Энвайронментальная эстетика занимается взаимодействием объектов и среды, в которую они помещены. В энвайронментальную эстетику входит также экологическая эстетика и эстетика повседневности.

## Главные представители
Берлеант, Сайто, Парсонс.

## История
Истоком эстетики окружающей среды можно найти в XVIII и XIX веках, особенно в учении Канта, выраженного в "Критики способности суждения".

#### XVIII век
На западе первое серьезное философское исследование природы произошло в XVIII столетии. Природа стала не только центральныме объектом эстетической теории, но и был создам концепт не заинтересованности, как ключевая характеристика эстетического опыта природы. Об этом рассуждали многие мыслители, но классическое определение было дано Кантом в "Критики способности суждения", где природа стала исключительным объектом эстетического опыта.

#### XIX век
В XIX веке по всей Европе распространилось учение Гегеля, в котором искусство признавалось выражением абсолютного духа. В результате чего, природа помещалась на ступень ниже и эстетически оценивалась слабее произведенного человеческим духом искусства. Но изучение эстетики окружающей среды или энвайронмента продолжилось на территории Северной Америки. Эстетизация окружающей среды здесь в основном осуществлялась с позиции естественных наук. Такие ученые, как географ и эколог Джордж Марш и естествоиспытатель Джон Мьюр писали книги и эссе про красоту природы и про ту опасность, которую представляет для нее человек.

#### XX век
В первой половине XX века англо-американская эстетика полностью игнорировала энвайронментальную эстетику. За некоторым исключением, например Джон Дьюи понимал эстетический опыт одновременно как опыт природы и повседневной жизни. Перемены начались начиная с 70-х годов XX века. В этот момент одновременно художественные практики и теоретический анализ подошли к изучению пространства окружающей среды, взаимосвязь объектов и  пространство в которое они помещены. Здесь возникает ленд-арт и эстетика повседневности. Человек помещен в пространство обыденной жизни и именно она может является источником эстетического опыта и объектом анализа. Энвайронментальная эстетика начинает включать в себя как изучение уже существующих пространств природы, так и культурных(архитектурных) пространств человеческой жизни. Но также искусственно созданные художниками пространства, которые как раз начинают появляться и интересовать арт-мир, становятся объектом изучения энвайронментальной эстетики. Даже не сами пространства, а тот эстетический опыт, который они предлагают испытать.

## Книги по энвайронментальной эстетике
- Berleant, A. 1978, “Aesthetic Paradigms for an Urban Ecology,” Diogenes, 103: l–28.
- Berleant, A. 1984, “Aesthetic Participation and the Urban Environment,” Urban Resources, 1: 37–42.
- Berleant, A.1985, “Toward a Phenomenological Aesthetics of Environment,” in Descriptions, H. Silverman and D. Idhe (ed.), Albany: SUNY Press.
- Berleant, A.1988, “Environment as an Aesthetic Paradigm,” Dialectics and Humanism, 15: 95–106.
- Berleant, A.1991, Art and Engagement, Philadelphia: Temple University Press.
- Berleant, A.1992, The Aesthetics of Environment, Philadelphia: Temple University Press.
- Berleant, A.1997, Living in the Landscape: Toward an Aesthetics of Environment, Lawrence: University Press of Kansas.
- Berleant, A.2004, Re-thinking Aesthetics: Rogue Essays on Aesthetics and the Arts, Aldershot: Ashgate.
- Berleant, A. 2005, Aesthetics and Environment: Variations on a Theme, Aldershot: Ashgate.
- Berleant, A. 2010, Sensibility and Sense: The Aesthetic Transformation of the Human World, Exeter: Imprint Academic.
- Berleant, A.2012, Aesthetics Beyond the Arts: New and Recent Essays, Aldershot: Ashgate.
- Berleant, A. 2013, “What is Aesthetic Engagement?” Contemporary Aesthetics, 11, [available online].
- Berleant, A. and Carlson, A., (ed.), 2007, The Aesthetics of Human Environments, Peterborough: Broadview Press.

- Carroll, N., 1993, “On Being Moved By Nature: Between Religion and Natural History,” in Landscape, Natural Beauty and the Arts, S. Kemal and I. Gaskell (ed.), Cambridge: Cambridge University Press.
- Saito, Y., 1985, “The Japanese Appreciation of Nature,” British Journal of Aesthetics, 25: 239–251.
- Saito, Y., 1998a, “The Aesthetics of Unscenic Nature,” Journal of Aesthetics and Art Criticism, 56: 101–111.
- Saito, Y., 2001, “Everyday Aesthetics,” Philosophy and Literature, 25: 87–95.
- Saito, Y., 2004, “Machines in the Ocean: The Aesthetics of Wind Farms,” Contemporary Aesthetics, 2.
- Saito, Y., 2007a, Everyday Aesthetics, Oxford: Oxford University Press.
- Saito, Y., 2007b, “The Role of Aesthetics in Civic Environmentalism,” in The Aesthetics of Human Environments, A. Berleant and A. Carlson (ed.), Peterborough: Broadview Press.
- Saito, Y., 2010, “Future Directions for Environmental Aesthetics,” Environmental Values, 19: 373–391.
- Saito, Y., 2012, “Everyday Aesthetics and Artification,” in Contemporary Aesthetics, 4.
- Dickie, G., 1974, Art and the Aesthetic: An Institutional Analysis, Ithaca: Cornell University Press
- Parsons, G., 2002, “Nature Appreciation, Science, and Positive Aesthetics,” British Journal of Aesthetics, 42: 279–295.
- Parsons, G., 2004, “Natural Functions and the Aesthetic Appreciation of Inorganic Nature,” British Journal of Aesthetics, 44: 44–56.
- Parsons, G., 2006a, “Freedom and Objectivity in the Aesthetic Appreciation of Nature,” British Journal of Aesthetics, 46: 17–37.
- Parsons, G., 2006b, “Theory, Observation, and the Role of Scientific Understanding in the Aesthetic Appreciation of Nature,” Canadian Journal of Philosophy, 36: 165–186.
- Parsons, G., 2007, “The Aesthetic Value of Animals,” Environmental Ethics, 29: 151–169.
- Parsons, G., 2008a, Aesthetics and Nature, London: Continuum Press.